# Dia de Castella - la Manxa
El Dia de Castella-La Manxa és el dia commemoratiu de la comunitat autònoma de Castella-La Manxa. És celebrada anualment el 31 de maig.